# Soyuz 36
Soyuz 36 foi a nona expedição à estação espacial Salyut 6, parte do programa Intercosmos, que levou ao espaço o primeiro cosmonauta húngaro.

## Tripulação
Lançados
| Posição                | Cosmonauta      | Duração        | Pousou na |
| ---------------------- | --------------- | -------------- | --------- |
| Comandante             | Valeri Kubasov  | 7d 20h 45m 44s | Soyuz 35  |
| Cosmonauta-pesquisador | Bertalan Farkas | 7d 20h 45m 44s | Soyuz 35  |

Aterrissaram
| Posição                | Cosmonauta      | Duração        | Lançado na |
| ---------------------- | --------------- | -------------- | ---------- |
| Comandante             | Viktor Gorbatko | 7d 20h 42m 00s | Soyuz 37   |
| Cosmonauta-pesquisador | Pham Tuan       | 7d 20h 42m 00s | Soyuz 37   |

## Parâmetros da Missão
- Massa: 6800 quilometros
- Perigeu: 197.5 quilometros
- Apogeu: 281.9 quilometros
- Inclinação: 51.62°
- Período: 89.0 minutos

## Pontos altos da missão
Valeri Kubasov e Bertalan Farkas formara a expedição visitante nomeada Orion. Os experimentos húngaros foram relacionados às áres da processamento de materiais, observações da Terra, e ciências da vida. Missão soviético-húngara do Intercosmos, adiada de Junho de 1979 após a falha no motor principal da Soyuz 33. Kubasov e Farkas trocaram suas naves espaciais pela Soyuz 35. O grupo da Soyuz 36 posteriormente trocou sua nave pela Soyuz 37.